# Stjepan Vuleta
Stjepan Vuleta (* 29. Oktober 1993 in Chur) ist ein ehemaliger Schweizer Fussballspieler.

## Verein
Vuleta begann mit dem Fussballspielen beim FC Buchs, spielte 2005 bis 2007 bei den Junioren des Liechtensteiner Vereines FC Schaan. Im Sommer 2007 wechselte er zu FC Basel und spielte in der U16-Mannschaft des FCB und wurde Schweizer U16 Meister im Jahre 2008 und im 2009. Er spielte ab Herbst 2009 in der U18 und wurde mit der Mannschaft 2010 ebenfalls Schweizer Meister.
Ab März 2011 spielte er für zwei Jahre in der U21. Er startet in der Saison 2011/12 in die neu gegründete NextGen Series. Die FCB U19 traf in den Gruppenspielen dieses internationalen Turniers auf Tottenham Hotspur, den PSV Eindhoven und Inter Mailand.
Er erhielt im Juli 2012 beim FC Basel seinen ersten Profivertrag. Er spielte sein Mannschaftsdebüt in der UEFA Champions League 2012/13 2. Qualifikationsrunde am 24. Juli 2012 beim 3:0-Heimsieg gegen Flora Tallinn. Sein Debüt in der Super League gab er am 25. August 2012 als Einwechselspieler bei der 1:2-Auswärtsniederlage in der AFG Arena gegen St. Gallen.
Im Sommer 2013 wechselte er leihweise nach Österreich zum FC Wacker Innsbruck. Zur Saison 2014/15 wurde er fest verpflichtet. Ein Jahr später wechselte er dann in den Amateurbereich und war für den FC Buchs sowie den FC Gossau aktiv. Zum Karriereende spielte er noch für den USV Eschen/Mauren.

## Nationalmannschaft
Von 2008 bis 2013 absolvierte Vuleta insgesamt 36 Partien für diverse Schweizer Jugendnationalmannschaften und erzielte dabei zehn Treffer.

## Titel und Erfolge
FC Basel
- Schweizer Meister: 2013